# Elementaire algebra
Elementaire algebra of "middelbare-schoolalgebra" is de basisvorm van algebra. Terwijl in de rekenkunde alleen met concrete getallen gerekend wordt, vindt in de algebra abstractie plaats en wordt er ook symbolisch gerekend, met constanten en variabelen die getallen voorstellen en aangeduid worden met letters en andere symbolen. Door deze abstractie is het mogelijk:
- de rekenregels algemeen te formuleren
- de eigenschappen van de getallen te onderzoeken
- vergelijkingen op te stellen voor onbekende grootheden
- functies te definiëren, die verband leggen tussen verschillende variabelen

## Abstractie
Abstractie laat zich demonstreren door de volgende situatie.
We zijn aan het tellen: 1,2,3, .... en worden onderbroken, zodat we vergeten waar we aangekomen waren. Welk getal moeten we als volgende nemen? We zeggen nu: noem het laatste getal dat we opnoemden '{\displaystyle n}, het volgende is dus {\displaystyle n+1}. Zodra we (weer) weten wat {\displaystyle n} is, kunnen we weer concreet worden.
Of: ik weet dat Piet 10 jaar ouder is dan Jan. Maar ik weet niet hoe oud ze concreet zijn. Dan kan ik de relatie tussen hun leeftijden toch symbolisch weergeven. Noem de leeftijd van Jan {\displaystyle j} en die van Piet {\displaystyle p}, dan weet ik: {\displaystyle p=j+10}.

## Uitdrukkingen
Uit de bovenstaande voorbeelden blijkt dat in de algebra gewerkt wordt met uitdrukkingen, waarin behalve de rekenkundige bewerkingen, naast getallen ook symbolische constanten en variabelen voorkomen. Hieronder staan voorbeelden van zulke uitdrukkingen. Het is gebruikelijk de twee factoren in een vermenigvuldiging direct naast elkaar te schrijven, of, als dat verwarrend is, te scheiden door een · (een hoger geplaatste punt) in plaats van een ×.
{\displaystyle x-1}
{\displaystyle x+2y}
{\displaystyle x^{2}-4}
{\displaystyle 2\pi r}
{\displaystyle a\cdot \cos x}

## Gelijkheden
Met een gelijkheid wordt aangegeven dat twee uitdrukkingen aan elkaar gelijk zijn. We schrijven de beide uitdrukkingen achter elkaar met een =-teken ertussen.
{\displaystyle 2-1=1\,}
{\displaystyle 2^{2}-4=0\,}
Hieronder staan er nog een paar, waarin de variabelen {\displaystyle x} en {\displaystyle y} voorkomen:
{\displaystyle x-1=-1+x}
{\displaystyle x+2y=y+x+y}
{\displaystyle x^{2}-4=(x-2)(x+2)}
Gelijkheden zijn altijd waar, welke waarden van de variabelen ook gebruikt worden.

## Substitutie
We kunnen in een uitdrukking een variabele vervangen, substitueren, door een mogelijke waarde van die variabele. De uitdrukking gaat dan over in een andere uitdrukking. Door substitutie van de gelijkheid {\displaystyle x=2}, dus door voor {\displaystyle x} de waarde 2 te substitueren gaan de genoemde uitdrukkingen over in:
{\displaystyle 2-1}
{\displaystyle 2+2y}
{\displaystyle 2^{2}-4}
{\displaystyle 2\pi r}
Ook andere gelijkheden kunnen gesubstitueerd worden. Door de gelijkheid {\displaystyle x=2+t}, gaat een uitdrukking in {\displaystyle x} over in een uitdrukking in {\displaystyle t}.
{\displaystyle x-1=(2+t)-1}
{\displaystyle x+2y=(2+t)+2y}
{\displaystyle x^{2}-4=(2+t)^{2}-4}

## Vereenvoudigen
Het zal duidelijk zijn dat in de zojuist door substitutie gevonden uitdrukkingen nog wat gerekend kan worden: enkele van de eerder genoemde kunnen nog vereenvoudigd worden:
{\displaystyle 2-1=1}
{\displaystyle 2^{2}-4=0}
{\displaystyle (2+t)-1=t+1}
{\displaystyle (2+t)^{2}-4=4+t^{2}+4t-4=t^{2}+4t}

## Vergelijkingen
Soms zijn twee uitdrukkingen alleen voor speciale waarden van de variabele(n) aan elkaar gelijk. We spreken dan van vergelijkingen met de variabelen als onbekenden. De waarden van de onbekenden waarvoor de vergelijking een gelijkheid is heten de oplossingen van de vergelijking.
{\displaystyle x-1=3}, met als oplossing {\displaystyle x=4}
{\displaystyle x+2y=0}, met als oplossing {\displaystyle x=-2y}
{\displaystyle x^{2}-4=2-x}, met als oplossingen {\displaystyle x=2} en {\displaystyle x=-3}
{\displaystyle 3\cdot {1 \over x}={2 \over 5}}, met als oplossing {\displaystyle x={15 \over 2}}

## Isoleren van een onbekende
Een basistechiek bij het werken met vergelijkingen wordt gevormd door het isoleren van een onbekende. In het voorbeeld hierboven waarin {\displaystyle x} vervangen wordt door {\displaystyle 2+t} is de onbekende {\displaystyle x} geïsoleerd, de {\displaystyle x} staat alleen aan één kant van het gelijkteken, zonder andere termen of factoren. {\displaystyle x} staat bovendien boven de streep.
Om een willekeurige uitdrukking om te zetten in een geïsoleerde onbekende uitdrukking gelden een aantal regels. De basis van deze regels worden gevormd door de overbrengingsregels en een aantal combinaties van reciproke functies: functies die elkaars tegengestelde zijn.

### Overbrengingsregels

#### Optellen en aftrekken

##### Optellen
Voorbeeld 1: Isoleer {\displaystyle x} in:
{\displaystyle x\ +\ p\ =\ 5}
{\displaystyle x} kan geïsoleerd worden door {\displaystyle p} op een nette manier aan de linkerkant van de vergelijking weg te werken. Door links en rechts van het gelijkteken hetzelfde te doen, blijft de gelijkheid waar. De waarde links van de vergelijking hoeft voor en na de bewerking niet gelijk te zijn of te blijven. Door nu links en recht {\displaystyle p} van de uitdrukking af te trekken vinden we:
{\displaystyle x+p-p=5-p}
Onafhankelijk van de waarde die {\displaystyle p} heeft, is {\displaystyle -\ p\ +\ p} gelijk aan nul, zodat:
{\displaystyle x=5-p}

##### Aftrekken
Voorbeeld 2: Isoleer {\displaystyle x} in:
{\displaystyle x\ -\ t\ =\ 2}
{\displaystyle x} kan geïsoleerd worden door {\displaystyle t} op een nette manier aan de linkerkant van de vergelijking weg te werken. Door links en rechts van het gelijkteken hetzelfde te doen, blijft de gelijkheid waar. Door nu links en recht {\displaystyle t} bij de uitdrukking op te tellen vinden we:
{\displaystyle x\ -\ t\ +\ t\ =\ 2\ +\ t}
Onafhankelijk van de waarde die {\displaystyle t} heeft, is {\displaystyle -\ t\ +\ t} gelijk aan nul, zodat:
{\displaystyle x\ =\ 2\ +\ t}

##### De regel
Bovenstaande regels worden vaak zo samengevat: Een term kan naar de andere kant gebracht worden waarbij het teken omkeert. Strikt genomen is het een kwestie van: door bijtellen compenseer je een aftrekking en andersom, om te onthouden is de omklapregel makkelijk.

#### Vermenigvuldigen en delen
Ook bij vermenigvuldigen en delen wordt gebruik gemaakt van: doe links en rechts hetzelfde. Bij optellen en aftrekken zorg je dat de actie tot gevolg heeft dat er 0 bijgeteld of afgetrokken moet worden, bij vermenigvuldigen en delen zorg je dat er aan een van de kanten met 1 vermenigvuldigd moet worden of door 1 gedeeld moet worden. De waarde van de som verandert daardoor niet.

##### Vermenigvuldigen
Voorbeeld 3: Isoleer {\displaystyle x} in:
{\displaystyle x\ \cdot \ 7=2}
Door links en rechts door 7 te delen vinden we:
{\displaystyle {x\ \cdot \ 7 \over 7}={2 \over 7}}
Dit kan vereenvoudigd worden tot:
{\displaystyle x\ =\ {2 \over 7}}

##### Delen
Voorbeeld 4: Isoleer {\displaystyle x} in:
{\displaystyle {x \over 5}=2}
Door links en rechts met 5 te vermenigvuldigen vinden we:
{\displaystyle {x\ \cdot \ 5 \over 5}=2\cdot 5}
Dit kan vereenvoudigd worden tot:
{\displaystyle x=2\cdot 5=10}

##### De regel
Bovenstaande regels worden vaak zo samengevat: Een factor uit de teller kan naar de andere kant gebracht worden waarbij hij naar de noemer gaat, en omgekeerd. Strikt genomen is het een kwestie van: door vermenigvuldigen met het omgekeerde compenseer je een factor.

### Reciproke functies
Net als de overbrengingsregels hebben reciproke functies tot doel "vervelende" bewerkingen netter te maken. Belangrijk bij het gebruik van reciproke functies is dat ze op het hele linkerlid en het hele rechterlid van een vergelijking worden toegepast.

#### Kwadraat en wortel
Kwadrateren en worteltrekken zijn reciproke functies: de wortel uit een kwadraat is het grondtal van het kwadraat.

##### Kwadraat
Voorbeeld 5: Isoleer {\displaystyle x} in:
{\displaystyle x^{2}=81}
Links en rechts de wortel trekken geeft:
{\displaystyle {\sqrt {x^{2}}}={\sqrt {81}}}
Nu is:
{\displaystyle {\sqrt {x^{2}}}=|x|}
en
{\displaystyle {\sqrt {81}}=9},
zodat
{\displaystyle |x|=9}
en
{\displaystyle x=\pm 9}

##### Wortel
Voorbeeld 6: Isoleer {\displaystyle x} in:
{\displaystyle {\sqrt {x}}=4}
Links en rechts kwadrateren geeft nu:
{\displaystyle {({\sqrt {x}})}^{2}=4^{2}},
dus
{\displaystyle x=4^{2}=16}

##### De regel
De regel is hierboven uitgewerkt voor kwadraat en wortel, maar geldt uiteraard ook voor hogere machten en de daarbij horende wortels. De regel is: Bij machten gebruik je de wortel van de macht die je moet wegwerken, bij wortels wegwerken gebruik je de macht van de wortel.